# Jozef Tomko
Jozef Tomko, född 11 mars 1924 i Udavské i Prešov i dåvarande Tjeckoslovakien, död 8 augusti 2022 i Rom, var en slovakisk kardinal och titulärärkebiskop verksam i Rom.
Tomko lämnade Tjeckoslovakien hösten 1945 då han flyttade från Bratislava till Rom. Han var prefekt för Kongregationen för folkens evangelisering från 1985 till 2001 och ordförande för Påvliga kommissionen för internationella eukaristiska kongresser från 2001 till 2007. År 2012 blev han ordförande för den kardinalkommission som skulle utreda den så kallade Vatileaks-affären. Jozef Tomko var sedan 2021 den äldste levande kardinalen.